# Pallone
Pallone (en italiano designa a una pelota inflada, tendría un significado similar a globo)
es el nombre de varios juegos de pelota, jugados en todas las regiones italianas, con pocas diferencias en su reglamentación. Desde mediados del siglo XVI hasta 1910 los jugadores italianos de pallone col bracciale eran los atletas más ricos y populares de todo el mundo.

## Variantes

### Pallone col bracciale

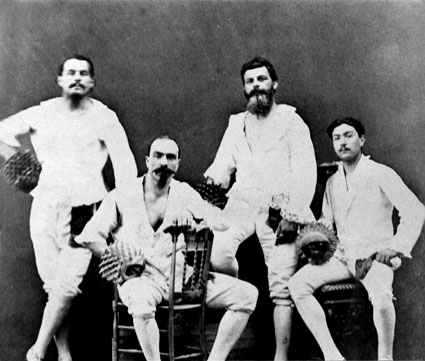
Equipo de pallone col bracciale de mediados del

El Pallone col bracciale o simplemente bracciale fue particularmente popular en todos los Antiguos Estados de Italia y desde el siglo XVI era el más popular de la antigua Italia. El primer reglamento de este deporte, obra de Antonio Scaino de Saló, data de antes de 1555.
Este juego y sus campeones fueron descritos por Johann Wolfgang von Goethe, Jacob Burckhardt, Giacomo Leopardi, Edmondo De Amicis, Ottavio Rinuccini, Gabriello Chiabrera, y Cesare Pavese entre otros. El bracciale fue jugado también en Francia, Alemania, Austria, Inglaterra y Países Bajos y famosos campeones italianos organizaron torneos en Estados Unidos, Argentina y Egipto.
En el pallone col bracciale las bolas son golpeadas con un cilindro de madera, llamado bracciale, que se coloca sobre el antebrazo y pesa entre 1 y 2 kilogramos. Originariamente se jugaba con una pelota inflada, pero hoy en día se usa se usa una pelota de goma dura: esta pelota es una esfera de 38 centímetros de circunferencia y un peso de 350 gramos o de 750 en su antigua versión. La puntuación se cuenta de manera similar al tenis, por quincenas y decenas: 15 - 30 - 40 - (50 o juego ganado) pero ponto se empezó a contar 15 - 30 - 45 - 60; el equipo que gana 12 juegos gana el partido. Una característica notable del es que la pelota es puesta en juego por un servidor designado por ambos equipos, llamado mandarino, que solo tiene esa función en el juego. El pallone a menudo es jugado en canchas trazadas en las calles de las ciudades.
Hay cuatro modalidades de pallone col bracciale jugadas actualmente:
- La que se juega en canchas denominadas en italiano sferisterio, de 80 metros de largo y 18 de largo y una pared de 20 metros de largo donde se hace rebotar la pelota. En esta versión hay tres jugadores por equipo: battitore, spalla y terzino.
- La jugada en canchas sin paredes laterales donde cada equipo tiene 4 jugadores: battitore, spalla y 2 terzinos.
- Una modalidad 2 contra 2.
- Una modalidad 1 contra 1.

### Pallapugno

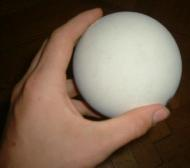
Pelota de pallapugno.

El pallapugno o pallone elástico es un juego originario de Piamonte y Liguria que se jugaba con el puño vendado. Este deporte y sus torneos fueron descritos por Cesare Pavese, Beppe Fenoglio, Giovanni Arpino. En las segunda mitad del siglo XX se organizó durante varios años un torneo en California. En 2008 se inscribieron 10 equipos en la liga profesional italiana de pallapugno.

Cada equipo está formado por cuatro jugadores; se juega también en un sferisterio. La pelota de goma tiene un diámetro de 10,5 cm y un peso de 190 gramos. La puntuación se cuenta también por decenas y quincenas. Si la pelota bota dos veces se puede producir un chase, como ocurre en el juego de palma. Gana el partido el equipo que consigue 11 juegos.

### Pallapugno leggera
El pallapugno leggera se juega en una cancha del mismo tamaño que una de voleibol pero sin red. Cada equipo tiene 4 jugadores y 2 reservas. Los partidos son a 1 o 3 sets. Se practica en 20 regiones de Italia.

### Pantalera
La Pantalera o pallapugno alla pantalera es jugada en las calles. Al empezar el juego la pelota se debe lanzar al techo , llamado pantalera en idioma piamontés Las demás reglas son similares a las del pallapugno.

### Hit ball
Esta variante fue inventada por el profesor de educación física italiano Luigi Gigante en 1986 y en 1992 empezó su campeonato regular. Cada equipo está formado por 5 jugadores. 

### Pallonetto
El pallonetto o pallonetto lungo es normalmente jugado en la calle con una pelota de tenis sin revestimiento de fieltro. El terreno de juego tiene entre 60 y 90 de ancho y 18 de ancho con o sin vallas laterales. El ganador de 5 juegos gana el partido. La pelota es golpeada con la mano vendada en estas versiones:
- 1 contra 1.
- 2 contra 2.
- 3 contra 3.

Otras versiones del juego son:
- pallonetto al corto.
- pallonetto ai tetti.
- pallonetto de Chiusavecchia.
- baletta.
- ciappetta.

## Video
- Vídeo de un partido de pallone elástico